# Řády, vyznamenání a medaile Etiopie

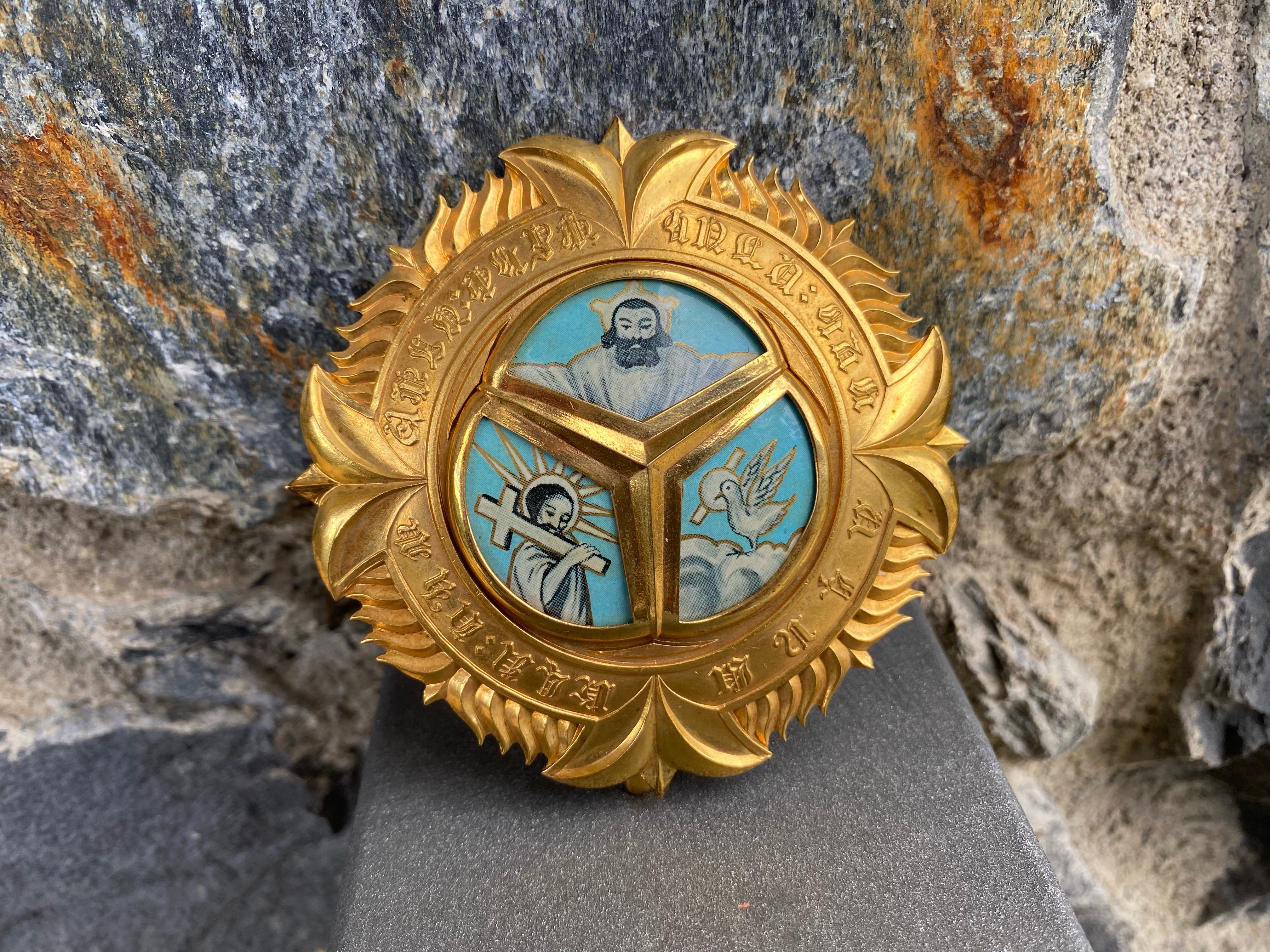
Řádová hvězda Řádu svaté Trojice

Řády, vyznamenání a medaile Etiopie jsou vyznamenání udílená etiopskou vládou. Obvykle jsou udílena za záslužnou službu civilistům i příslušníkům ozbrojených sil. Udílení etiopských státních vyznamenání se řídí etiopskou legislativou regulující etiopská ocenění.

## Habešské císařství
Během existence Habešského císařství až do roku 1974, kdy byla zrušena monarchie a nastolen Derg a později Etiopská lidově demokratická republika, se v zemi udílelo několik císařských řádů a dalších vyznamenání.

### Řády
- Řád Šalomounův byl založen roku 1930. Udílen byl zahraničním hlavám států za mimořádně záslužné činy.[1]
- Řád Šalomounovy pečeti byl založen roku 1874 habešským císařem Janem IV. Etiopským. Udílen byl příslušníkům císařské rodiny, zahraničním hlavám států a občanům Etiopie za mimořádné službu zemi.[2][3]
- Řád královny ze Sáby byl založen roku 1922 etiopskou císařovnou Zauditu I. Nejdříve byl udílen výhradně ženám za jejich prospěch vůči společnosti, státu a dynastii. Roku 1950 byl řád zpřístupněn i mužům.[4][5]
- Řád svaté Trojice byl založen dne 3. listopadu 1930 etiopským císařem Haile Selassie I. Udílen byl občanům Etiopie a cizincům za mimořádné služby etiopskému trůnu.[6][7]
- Řád Menelika II. byl založen v roce 1924 za vlády císařovny Zauditu I. Udílen byl občanům Etiopie i cizincům za civilní a vojenské zásluhy.[8]
- Řád etiopské hvězdy byl založen kolem roku 1884 Menelikem II. Udílen byl občanům Etiopie i cizincům za služby státu.[9]
- Řád císaře Haile Selassie I. byl založen 23. července 1992 Amhou Selassie a udílen byl za přínos k panafrikanismu. Jedná se o dynastický řád, který nikdy nebyl státním vyznamenáním.[10][2]
- Řád etiopského lva byl založen roku 1924 a původně se jednalo o vyznamenání známé také jako Řád Menelika II. Od roku 1996 se jedná o samostatný dynastický řád.[2]

### Další civilní a vojenská vyznamenání
- Vojenská záslužná medaile Řádu svatého Jiří byla založena Menelikem II. Udílena byla za vynikající vojenskou službu.[11]
- Vojenská medaile Haile Selassie I. byla udílena za činy odvahy a vytrvalého úsilí na bojišti. Založena byla císařem Haile Selassie I. během bojů proti Italům v letech 1935 až 1941.[12][13]
- zlatá a stříbrná Medaile Menelika II. byla založena císařem Menelikem II. v roce 1899. Udílena byla za záslužnou vojenskou a civilní službu.[14]
- Kříž Lalibela
- Medaile vlasteneckých uprchlíků byla založena císařem Haile Selassie I. dne 30. listopadu 1944. Udílena byla lidem, kteří odešli do exilu, kde se podíleli na osvobozeneckém boji.[15]
- Výroční medaile císaře Haile Selasie I. a císařovny Menen Asfaw
- Medaile stého výročí vítězství v Adwě
- Medaile za stipendium byla založena císařem Haile Selassie I. dne 11. prosince 1959. Udílena byla za přínos v oblasti vzdělávání, umění a vědy.[16][17]
- Hvězda vítězství byla založena císařem Haile Selassie I. v roce 1941. Udílena byla za službu během druhé světové války.[18]
- Královská medaile lva
- Medaile za obranu země

## Etiopská lidově demokratická republika (1974–1991)
- Řád velké hvězdy cti socialistické Etiopie